# Herrens himmelsfärds kyrka, Grabovac
Herrens himmelsfärds kyrka (serbisk kyrilliska: Црква Вазнесења Господњег; latinska: Crkva Vaznesenja Gospodnjeg) är en serbisk-ortodox kyrkobyggnad belägen i byn Grabovac, i staden Svilajnac, i den statistiska regionen Šumadija och västra Serbien, i Serbien.
Kyrkan är helgad åt Kristi himmelsfärd och tillhör Braničevos stift.

## Bilder

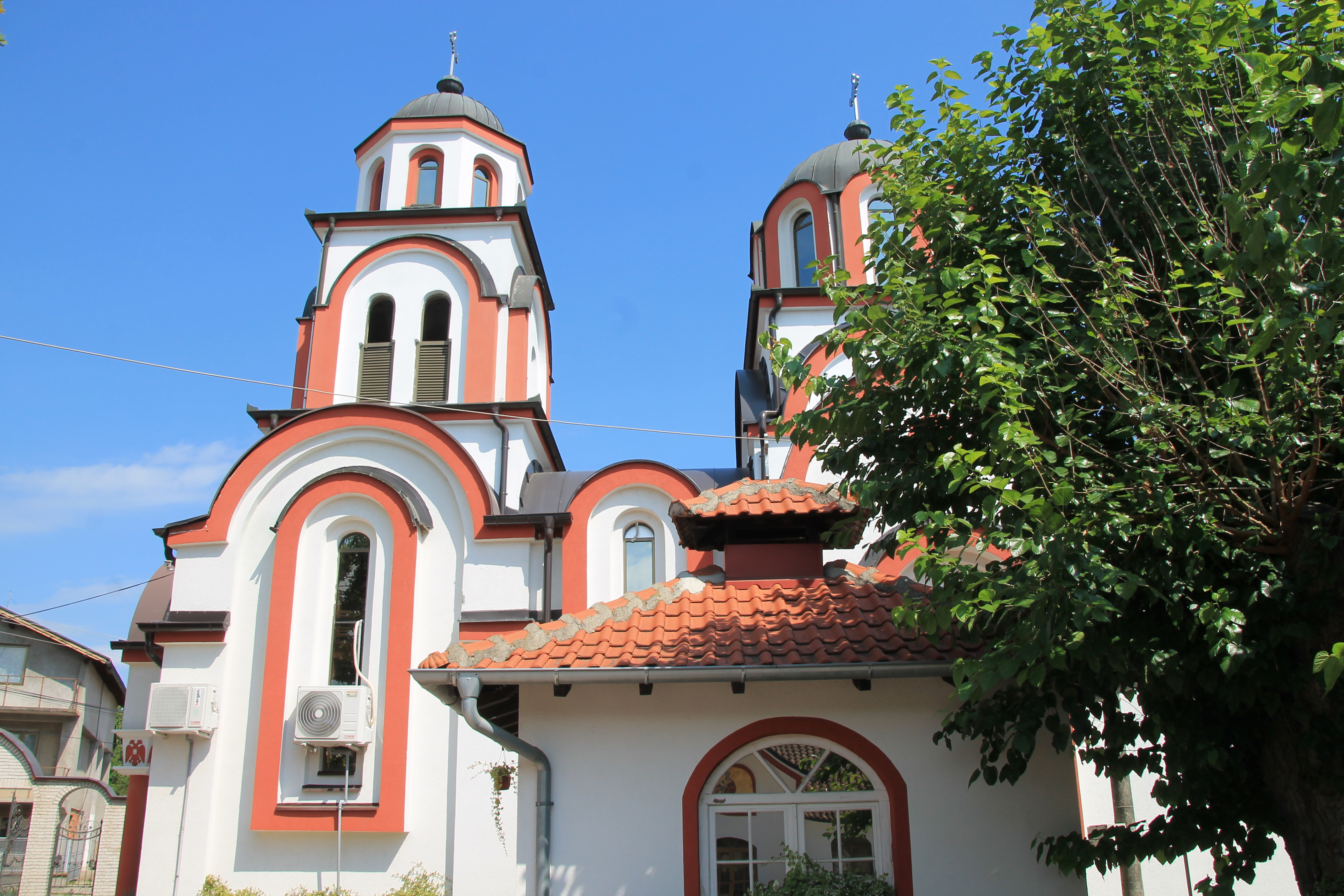
Kyrkan från sidan.
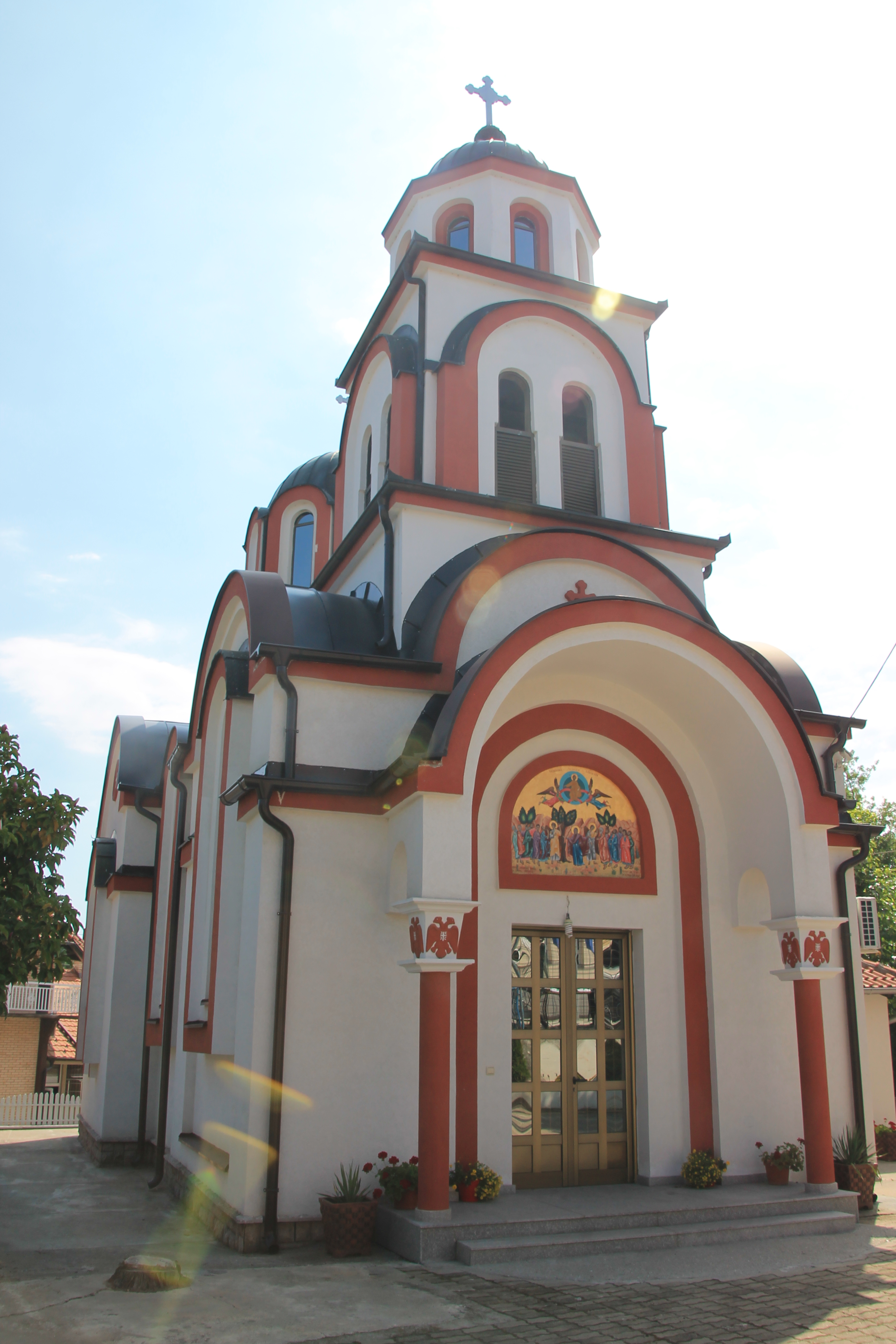
Framsidan och entrén.
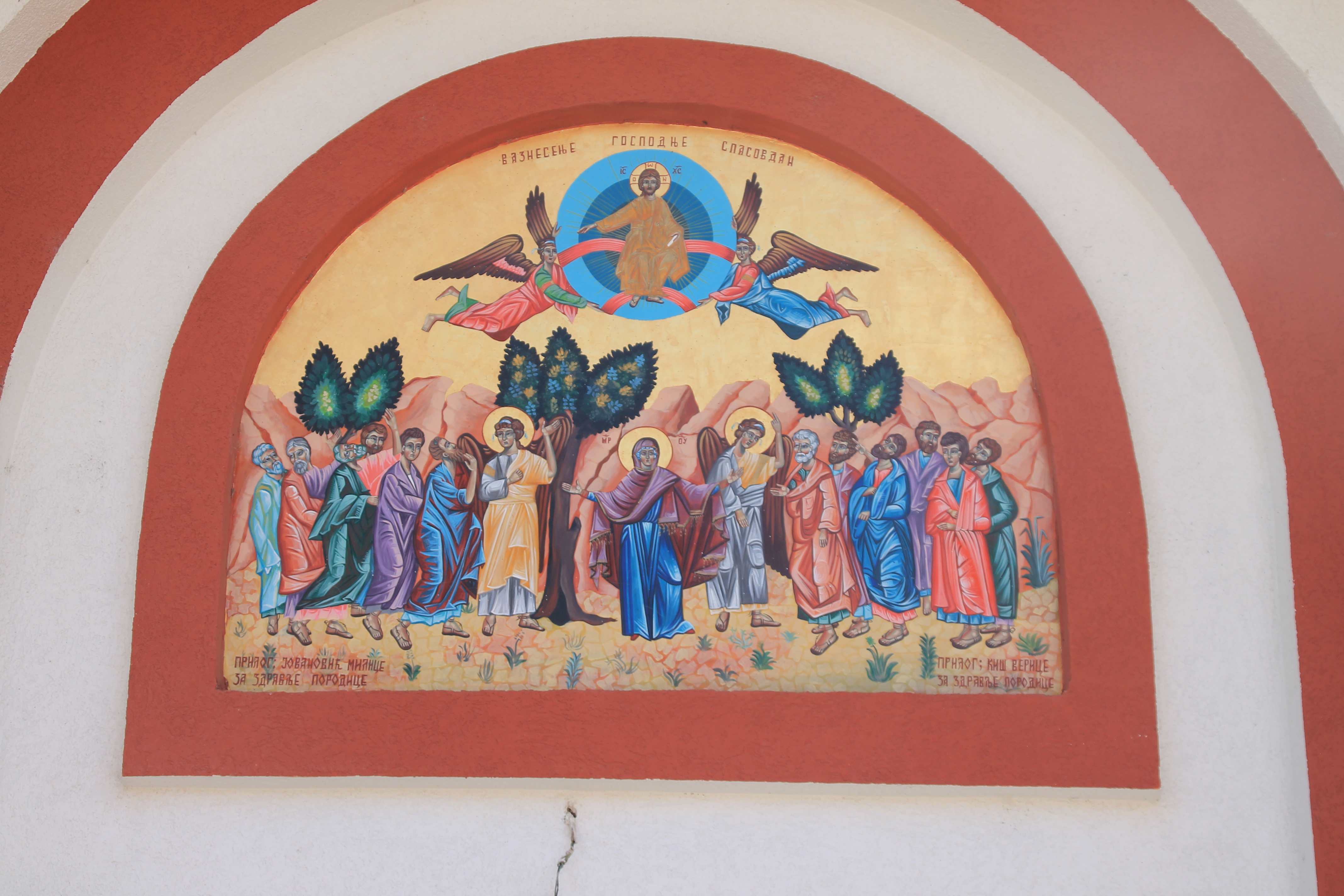
Fresk ovanför entrén.